# Колпакчи, Евгения Максимовна
Евге́ния Макси́мовна Колпакчи́ (также использовала отчество Михайловна; 9 ноября 1902, Санкт-Петербург — 9 сентября 1952, Ленинград) — советский востоковед-японист, доктор филологических наук (1946), профессор (1936). Автор трудов по семантике и морфологии, а также учебных пособий и словаря японского и древнеяпонского языков, переводов классических произведений японской литературы.

## Биография
Родилась в Санкт-Петербурге в семье доктора медицины Макса Ефимовича (Мордко Хаимовича) Колпакчи (1869—1942, умер от истощения в Ленинграде), уроженца Хотина Бессарабской губернии, купеческого второй гильдии сына, выпускника Каменец-Подольской мужской гимназии (1885) и Университета Святого Владимира (1894), специалиста по кожным и венерическим болезням и ассистента клинического института Великой Княгини Елены Павловны, в советское время — врача больницы Жертв Революции. Мать — Матильда Семёновна (Бейла-Матель Шимоновна) Колпакчи (в девичестве Ядловкина, 1873—?), дочь военного врача Семёна Михайловича (Шимона Михелевича) Ядловкина (1835—1888). Родители заключили брак в Киеве 11 января 1894 года. По материнской линии приходилась племянницей видному советскому офтальмологу и учёному-медику Гавриилу Ефимовичу Выгодскому (1863—1939), заведующему кафедрой глазных болезней Ленинградского института усовершенствования врачей (1927—1937), и двоюродной сестрой историку Александру Гавриловичу Выгодскому (погиб в 1941).
После окончания факультета восточных языков Петербургского университета (1923), занималась в Государственном институте истории искусств, посещала лекции на японском отделении Ленинградского института живых восточных языков, где с 1924 года преподавала (с 1930 года — доцент). С 1936 года профессор Ленинградского государственного университета. Арестована 14 февраля 1938 года по статье 58-6, освобождена после завершения следствия 1 февраля 1939 года. С 1942 года — научный сотрудник Института востоковедения АН СССР. В 1946 году защитила докторскую диссертацию «Древнеяпонский язык по памятникам эпохи Нара».
Из запланированной многотомной «Истории японского языка», Е. М. Колпакчи удалось завершить только первый том, в котором рассматриваются основные категории глагола на протяжении всех тринадцати веков документированной истории японского языка. Вышедшая посмертно в 1956 году монография была подготовлена к печати А. А. Холодовичем.
С рождения и до конца 1920-х годов Е. М. Колпакчи проживала по адресу Вознесенский проспект (проспект Майорова), дом 21, кв. 7.

## Семья
- Двоюродная сестра (дочь инженера-техника Абрама (Адольфа) Ефимовича Колпакчи)[16][17] — переводчик и филолог Мария Адольфовна (Абрамовна) Колпакчи (1897—?)[18][19].
- Двоюродная сестра — писательница Александра Яковлевна Бруштейн.
- Троюродные братья — египтолог и полиглот Григорий Иванович Колпакчи, военачальник Владимир Яковлевич Колпакчи.

## Основные работы
- Начальный учебник японского разговорного языка (совместно с Н. А. Невским). Л., 1933.
- Японо-русский иероглифический словарь. Л., 1933.
- Японский язык (совместно с Н. А. Невским). Л., 1934.
- Строй японского языка. Л., 1936.
- Из истории японского сложного предложения // Советское востоковедение. VI. М.; Л.: Издательство Академии наук СССР, 1949. С. 89—96.
- Очерки по истории японского языка. Т. 1: Морфология. Глагол. М.— Л. Изд-во АН СССР, 1956.

## Интересные факты
Женька Колпакчи трижды упоминается в романе Вениамина Каверина «Два капитана».